# Oostdyck
De Oostdyck (Frans: Dyck Oriental) is een zandbank in de zuidelijke Noordzee, waarvan ongeveer de helft op Belgisch grondgebied ligt, zo'n 25km uit de kust, voor Nieuwpoort. De andere helft van de Oostdyck valt in Franse territoriale wateren, alwaar de zandbank naar het westen overgaat in de Dyck (Dyck Central) en Westdyck (Dyck Occidental). De drie Dyck-banken vormen samen over meer dan 50km een doorlopende verhevenheid op de zeebodem, vanaf Calais tot aan de Hinderbanken. Op het ondiepste punt bevindt de Oostdyck-zandbank zich slechts anderhalve meter onder laagwaterniveau. Op de Oostdyck werd in 2004 een onbemande radartoren met helikopterplatform in gebruik genomen. De toren is 37m hoog en begeleidt schepen vanuit het Kanaal naar de Nederlandse en Vlaamse havens. De toren maakt deel uit van de Schelderadarketen.